# Jean-Baptiste Colbert de Beaulieu
Pour les articles homonymes, voir Colbert et Beaulieu.
Jean-Baptiste Colbert de Beaulieu (né le 26 décembre 1905 à Paris et mort le 26 janvier 1995 à Créteil), directeur de recherche au CNRS, savant et numismate, spécialiste de l'étude des monnaies gauloises dont il a révolutionné l'étude en établissant des séries de coins (méthode de la charactéroscopie).

## L'étude des monnaies gauloises avant 1948
L'étude des monnayages celtiques fut longtemps cantonnée à des considérations esthétiques, les numismates les considérant avant tout dans le cadre de la pratique de la collection. En particulier l'étude des pratiques monétaires gauloises étaient quasiment inexistante en raison des préjugés historiques portant sur les peuples gaulois, essentiellement vus comme barbares à travers les sources écrites gréco-latines. La relative rareté des pièces découragea aussi pendant longtemps leur mise en série. L'idée s'imposa durant le XIXe siècle que les monnaies gauloises constituaient une singularité numismatique : on pensait que les Gaulois avaient été incapables de frapper des séries monétaires importantes avec les mêmes coins, la collection des monnaies celtes ne pouvait donc être qu'un regroupement d'individus et toute étude collective semblait impossible et découragée par avance.

## La naissance d'une méthode d'analyse

### Charactéroscopie et ensembles
C'est en 1948 que Jean-Baptiste Colbert de Beaulieu, numismate formé par le professeur Paul Naster, fut mis en relation avec un trésor comptant 300 monnaies des Riedones découvert en 1941. Sa connaissance de la numismatique gauloise étant encore en germe, il appliqua les principes généraux de l'analyse numismatique, rangeant les monnaies par coin de provenance. L'analyse montra qu'il était possible de retrouver des séries de coins comme dans les autres domaines de la numismatique ancienne (grecque et romaine). Dès lors un domaine scientifique nouveau s'ouvrait que Colbert de Beaulieu s'attacha à définir, approfondir et étendre apportant une contribution fondamentale aux études sur les monnaies gauloises. Reprenant un terme de Paul Naster, il baptisa sa méthode charactéroscopie, car il partait de l'étude de l'empreinte pour établir des séries subdivisées en classes : « Dans un souci de commodité, nous avons proposé le mot de charactéroscopie, pour désigner la méthode consistant principalement à rechercher les marques distinctives de chaque coin monétaire, présentées par les pièces qui en sont venues, afin de reconnaître ces marques et de grouper ces pièces pour leur étude » (1973, p. 40). Associé à des examens métrologiques et déjà chimiques, il pouvait proposer des chronologies relatives des séries de pièces.
Si le point de départ de la méthode s'inspirait des techniques de la numismatique classique (comparaison des coins), le monnayage celtique n'en possède pas moins ses spécificités et son étude nécessita la mise au point de règles méthodologiques particulières, parfois bien différentes de celles de la numismatique romaine. Un point central de cette méthodologie élaborée peu à peu par Colbert de Beaulieu est l'intérêt qu'elle porte aux ensembles de monnaies. Les travaux de Colbert de Baulieu témoignent, pour la numismatique gauloise, d'un double mouvement épistémologique plus vaste que l'on retrouve très généralement dans le progrès de l'étude historique des sociétés celtes dans la seconde moitié du vingtième siècle. D'une part la civilisation celte a été progressivement de plus en plus considérée comme comparable aux deux grandes civilisations méditerranéennes (grecque et romaine) — c'est ici l'étude des coins — et les préjugés sur sa barbarie abandonnés, mais d'autre part ses spécificités sont toujours mieux reconnues (nécessité de la prise en compte des ensembles) et sa culture mieux comprise et considérée dans sa dynamique autonome et non plus seulement en termes de réceptacle passif d'influences grecques ou romaines.

### Homotypie de contiguïté

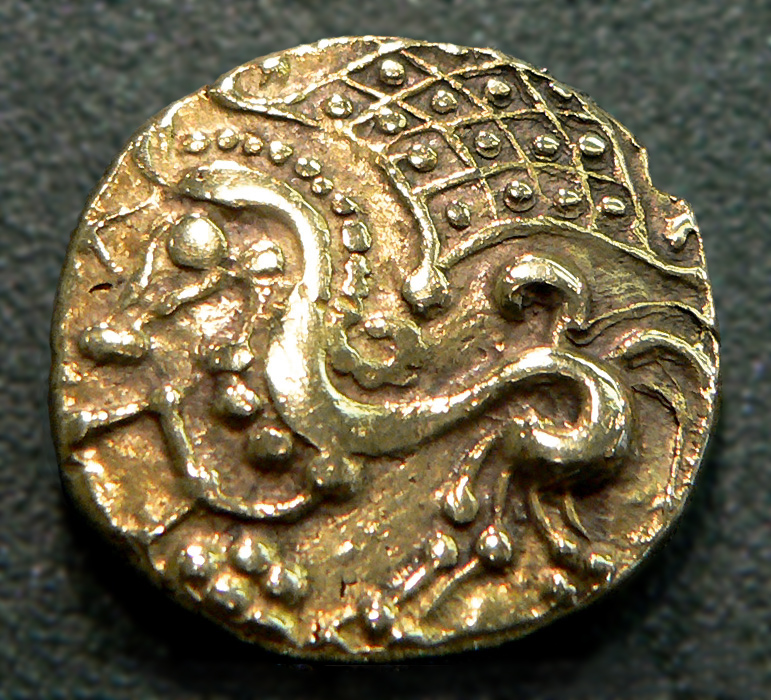
Statère des Parisii, le type en a été copié sur les monnaies des Ambiani, antérieurement attribuées aux Bellovaques (voir Colbert de Beaulieu, 1970)

Cette avancée et ces précisions chronologiques permettaient aussi de reprendre sur une base nouvelle les études de la répartition géographique des monnaies gauloises, la mise en rapport des types monétaires à la géographie historique. Pour cela, Colbert de Beaulieu étudia ce qu'il appela les homotypies de contiguïté. Les monnaies gauloises sont au départ des imitations de types monétaires grecs, souvent des statères de Philippe II de Macédoine, les première émissions gauloises datant d'environ 300 av. J.-C.. L'évolution des types se fit ensuite selon une double tendance contradictoire : il s'agissait de garder le souvenir du type original, garant d'authenticité et de crédibilité, tout en se distinguant des autres frappes monétaires, produites par les autres peuples, à commencer par les voisins. La reconstitution des séries permettait d'identifier des emprunts ou des changements et, de là, d'établir des chronologies relatives, mais aussi d'identifier les émetteurs et de différencier les frappes de peuples voisins. Il est aussi possible de reconnaître avec certitude la parenté des monnaies même lorsque les origines du droit et du revers sont différentes. Il est alors possible de redéfinir les attributions des ensembles numismatiques aux peuples gaulois. Les recherches de Colbert de Beaulieu amenèrent donc à reconsidérer les grands médailliers et leur classement, entraînant des réattributions.

### Faciès numismatique
La définition d'une chronologie (succession des types) et d'une géographie (répartition dans l'espace) permet de définir des faciès, c’est-à-dire l'ensemble des éléments caractéristiques d'un dépôt fait dans une région donnée à une époque donnée (composition, classement et distribution de l'ensemble de monnaies à l'aide de critères croisés tels que forme, chronologie, provenance etc.). Ainsi un trésor trouvé dans un contexte daté permettait d'en dater d'autres de la même époque s'ils avaient le même faciès, ou de les situer chronologiquement avant ou après.

## Son application à la recherche historique
Les recherches de Colbert de Beaulieu donnèrent des résultats assez rapidement et permirent de préciser bien des aspects de l'histoire de la Gaule indépendante, surtout elles ouvraient la porte à de nombreuses études qui se poursuivent et s'amplifient avec chaque nouvelle découverte, d'abord en fondant une méthode, mais aussi en effaçant un préjugé, celui qui faisait des monnayages gaulois une exception barbare dans l'antiquité. 

### L'interprétation des trouvailles d'Alise-Sainte-Reine (Alésia)
Des apports plus concrets sont à souligner. L'examen des faciès permet certaines datations et peut être appliqué rétrospectivement aux trésors les mieux connus. Le cas d'Alésia fournit un exemple parlant, les découvertes de Colbert de Baulieu ayant été rapidement prises en compte par Jérôme Carcopino dans son ouvrage sur la bataille. Les découvertes numismatiques faites lors des fouilles d'Alise-Sainte-Reine sous Napoléon III (474 monnaies gauloises trouvées dans les fossés de Grésigny, dont 134 d'argent) purent être comparées à d'autres faciès, notamment celui du trésor de Villette (commune de Saint-Laurent-du-Pont, Isère) découvert en 1919 et dont la date d'enfouissement est postérieure à 43 av. J.-C. Les deux faciès étant quasiment identiques, démonstration fut faite que les trouvailles d'Alésia étaient cohérentes et authentiques, contrairement à ce qu'affirmaient bien des détracteurs du site d'Alise, car il était impossible aux fouilleurs du Second Empire de créer un faux en anticipant d'un siècle sur la méthodologie numismatique. Il s'agissait d'un élément de poids dans la localisation du siège d'Alésia. L'étude des coins révéla aussi qu'à Alise des bronzes de Vercingétorix furent frappés en utilisant le coin destiné aux monnaies d'or, cas exceptionnel que Colbert de Beaulieu interpréta comme un symptôme de la situation de crise que fut le siège.

### L'hégémoniearverneet la zone du denier
L'étude de la place importante du monnayage arverne amena Colbert de Beaulieu à penser que leur hégémonie était lisible dans la numismatique. L'usage du statère d'or par les peuples de la Gaule aurait alors correspondu à un alignement de leurs monnaies sur le statère d'or arverne, jusqu'à l'intervention romaine de 125 av. J.-C. et la défaite des Arvernes face aux légions. Dès lors, à partir de 100 av. J.-C. environ, les monnaies de grands peuples gaulois, en particulier le long de la Saône (Lingons, Séquanes, Éduens), s'alignèrent sur le denier, et les Gaulois auraient frappé des monnaies d'argent. Cet alignement de beaucoup de monnaies d'argent gauloises sur la monnaie romaine constitue ce que Colbert de Beaulieu appela la zone du denier. C'est le signe incontestable de l'intégration croissante de la Gaule indépendante centrale à l'espace économique et culturel méditerranéen, et dont l'identification montre tout l'apport que la numismatique fait à l'histoire ancienne. Les recherches récentes ont cependant remis en cause les conclusions de Colbert de Beaulieu sur la traduction numismatique de ce que Camille Jullian appelait l'empire arverne, expression trop forte pour ce qui n'est qu'une hégémonie. Les fouilles les plus récentes ont en effet imposé une chronologie haute pour les monnaies dites "à la croix" réparties sur l'axe Aude-Garonne. Ce sont des monnaies d'argent dont le modèle est la drachme grecque. Elles montrent une zone d'économie monétaire reposant sur des monnaies celtiques de la Méditerranée à la Dordogne, dès la fin du IIIe siècle : la puissance arverne n'alla pas jusqu'à contrôler le monnayage de ses grands voisins et la frappe de l'argent était antérieure à 100 av. J.-C. Par ailleurs les frappes de statères d'or et leur diffusion sont aujourd'hui plutôt mises en rapport avec des pratiques de mercenariat qu'avec la supériorité politique ou économique d'un peuple. Enfin la diversification et la multiplication des séries à partir du milieu du deuxième siècle peut certes refléter l'affirmation d'entités politiques indépendantes, mais elle est aussi l'indice d'un accroissement des échanges et des besoins. Ces nuances aux interprétations de Colbert de Beaulieu ne doivent pas cependant masquer leur apport fondamental et le caractère définitif de nombreux acquis comme sa méthodologie, ou l'identification de la zone du denier.

## Publications
Sélection d'ouvrages et articles de J.-B. Colbert de Beaulieu
- « La Contremarque dans le monnayage d'or gaulois », Gallia, 1954, no 1, p. 55-71.
- « Le Statère de Vercingétorix à la tête casquée », Revue belge de numismatique, 1954, p. 57-74-pl. 4-5
- « La Monnaie dite au cerf de la vallée de la Bruche », Revue Archéologique de l'Est et du Centre-Est, 1955, no 2, p. 153-155
- « Le Trésor de monnaies osismiennes de Guingamp (Côtes-du-Nord) », Revue belge de numismatique, 1956, p. 81-141-pl. 11-15
- « La Localisation d'Alésia et la numismatique gauloise », Ogam, 1956, no 2, p. 111-136-pl. 4-7
- "Le trésor de Jersey-11 et la numismatique celtique des deux Bretagnes.", Revue Belge de Numismatique, 1957, 98, p. 47-88.
- Catalogue des collections archéologiques de Montbéliard, les monnaies gauloises, Paris, 1960. (CCAM.)
- Catalogue des monnaies gauloises du Jura, Paris, 1962. (CCAJ.)
- « Carnet de numismatique celtique. X. Les monnaies gauloises au nom de Togirix », in: Revue archéologique de l’Est et du Centre-Est, 13, 1962, pp. 98-118.
- « Autour des monnaies de Vercingétorix », Actes des congrès nationaux des sociétés historiques et scientifiques, Paris, 1965, p. 95-101
- « Épilogue numismatique de la question d'Alésia », Mélanges d'archéologie et d'histoire offerts à André Piganiol, Paris, 1966, p. 321-342
- « Les Monnaies de bronze de Vercingétorix : faits et critique », Cahiers numismatiques, 1967, no 13-déc. - p. 356-372.
- Catalogue des collections archéologiques de Besançon, IV, les monnaies gauloises, Paris, 1967. (CCAB.)
- avec J.C.M. Richard, « La Numismatique de la Gaule et la numismatique de la Narbonnaise », Revue d'études ligures, 1969, no 3 et idem, 1972, nn° 1-3.
- Les monnaies gauloises des Parisii, Paris, 1970.
- « La Limite septentrionale des monnaies à la croix et la politique de Rome », Revue belge de numismatique, 1971, p. 115-131-pl. 1
- «  Le Signe du denier au droit des monnaies d'argent gauloises dites à la croix », Acta numismàtica, 1972, p. 113-119
- Traité de numismatique celtique. I : méthodologie des ensembles, Paris, 1973
- "Le numéraire des Volcae Tectosages et l'hégémonie arverne", Dialogues d'Histoire Ancienne, I, 1974, p. 65-74.
- "Alésia et l'archéologie monétaire, évoquée par Jérôme Carcopino", in Hommages à la mémoire de Jérôme Caracopino, Paris, 1977, p. 39-46.
- « La Monnaie au nom des rois Gesatorix et Ecritvsirvs », Orientalia Lovaniensa analecta, 1982, p. 305-322
- avec M. Mangin et B. Fischer, "Un dépôt monétaire de la guerre des Gaules sur l'oppidum du Mont-Auxois (Alise-Sainte-Reine, Côte-d'Or)", Cahiers numismatiques, 1989, nn°100-101, p. 490-493.
- avec B. Fischer, Recueil des Inscriptions Gauloises, Légendes monétaires, XLVe supplément à GALLIA, Paris, 1998. (RIG IV)